# Сорокино (Шарыповский район)
Сорокино — деревня в Шарыповском районе Красноярского края.
Входит в состав Ивановского сельсовета.
В деревне есть улицы Партизанская и Советская.
10 июня 2008 года в одном из одноэтажных домов произошёл пожар, в результате которого погиб 49-летний мужчина.

## Население
| 2010 |
| ---- |
| 114  |

Гендерный состав
По данным Всероссийской переписи населения 2010 года 9 мужчин и 55 женщин из 114 чел.